# Like a Rose
Like a Rose (2013) è il secondo album di Ashley Monroe, dopo il primo lavoro Satisfied pubblicato però solo in forma di download digitale.  Pubblicato sull'onda del successo del trio delle Pistol Annies formato da Monroe con Miranda Lambert e Angaleena Presley, l'album raccoglie nove brani scritti da Monroe stessa in diverse fasi della sua carriera.  L'album è stato ricevuto molto positivamente dalla critica, ricevendo il punteggio di 89/100 su Metacritic.

## Tracce
1. Like a Rose (Guy Clark/Ashley Monroe/Jon Randall)
2. Two Weeks Late (Shane McAnally/Monroe)
3. Used (Sally Barris/Monroe)
4. Weed Instead of Roses (Barris/Jon McElroy/Monroe)
5. You Got Me (Karen Fairchild/Monroe)
6. The Morning After (Lori McKenna/Monroe/Liz Rose)
7. Monroe Suede (Vince Gill/Monroe)
8. She's Driving Me Out of Your Mind (Monroe/Randall)
9. You Ain't Dolly (And You Ain't Porter) (con Blake Shelton; Gill/Monroe)